# Muziekvereniging De Eendracht
Muziekvereniging De Eendracht is een fanfareorkest en muziekvereniging uit Den Ilp, opgericht op 1 november 1891.
Hij telt circa 70 leden en heeft een muziekopleiding, een opleidingsorkest, een feestband en een fanfareorkest. De fanfare komt uit in de 1e divisie (superieure afdeling) van de KNFM en is in 2014 Nederlands Kampioen geworden tijdens de Open Nederlandse Fanfare Kampioenschappen. Fanfare De Eendracht telt op dit moment circa 45 muzikanten en staat onder leiding van Marcel Visser.

## Muzikanten
Saskia Laroo speelde vroeger cornet bij De Eendracht.